# Поверхность Ляпунова
Поверхность S называется поверхностью Ляпунова, если выполняются следующие условия:
1. В каждой точке поверхности S существует определённая нормаль (касательная плоскость);
2. Существует такое положительное число d, что прямые, параллельные нормали в любой точке P поверхности S, пересекают не более одного раза окрестность Ляпунова — ту часть поверхности S, которая лежит внутри сферы радиуса d с центром P;
3. Угол γ между нормалями в двух разных точках, находящихся внутри одной окрестности Ляпунова, удовлетворяет следующему условию: γ ≤ Arδ, где r — расстояние между этими точками, A — некоторая конечная постоянная и 0<δ≤1.

Свойства поверхности Ляпунова: 

1. Если {\displaystyle \partial G} — поверхность Ляпунова, тогда справедливо {\displaystyle \partial G\in C^{1}}, обратное, вообще говоря, не верно.
2. Если {\displaystyle \partial G\in C^{2}}, тогда {\displaystyle \partial G} является поверхностью Ляпунова с δ=1.

Поверхности типа поверхностей Ляпунова позволяют строить гладкие дифференцируемые S-функции.